# Aeroportul Carmelita
Aeroportul Carmelita (IATA: CMM, ICAO: MGCR) este un aeroport din Departamento de Petén⁠(d), Guatemala.
Situat la o altitudine de 230 m, aeroportul dispune de o singură pistă.